# Wiktar Iwaszkiewicz
Wiktar Antonawicz Iwaszkiewicz (biał. Віктар Антонавіч Івашкевіч, ros. Виктор Антонович Ивашкевич, Wiktor Antonowicz Iwaszkiewicz; ur. 21 września 1959 w Mińsku, zm. 3 października 2013) – białoruski polityk, działacz związkowy i ekologiczny, dziennikarz, członek Białoruskiego Frontu Ludowego i Białoruskiego Kongresu Demokratycznych Związków Zawodowych.

## Życiorys
Urodził się 21 września 1959 w Mińsku, w Białoruskiej SRR. W latach 1981–1990 pracował jako robotnik na Mińskiej Kolei. W latach 1990–1995 pełnił funkcję sekretarza wykonawczego Zarządu Białoruskiego Frontu Ludowego „Odrodzenie”. W 1991 roku ukończył zaocznie Wydział Dziennikarstwa Białoruskiego Uniwersytetu Państwowego.
W 1987 organizował białorusko-łotewski protest przeciw budowie elektrowni wodnej na Dźwinie oraz akcję na rzecz ratowania Prypeci. W 1989 zorganizował strajk kierowców autobusów miejskich w Mińsku, a w 1991 był koordynatorem komitetów strajkowych w mińskich zakładach.
W 1990 został wybrany sekretarzem generalnym Białoruskiego Frontu Ludowego "Odrodzenie" (do 1995). Pracował jako dyrektor Społecznego Centrum Naukowo-Badawczego "Białoruska perspektywa" (1995–1999) oraz redaktor naczelny pisma "Raboczy" (1997–2002). Od 2003 do 2007 ponownie pełnił obowiązki sekretarza generalnego BFL, a w 2007 został wybrany wiceprzewodniczącym Frontu. W 2009 był wymieniany wśród kandydatów na prezesa partii. Brał udział w tzw. wyborach parlamentarnych na Białorusi 2008. W marcu 2010 została zarejestrowana jego kandydatura do Rady Miejskiej w Mińsku.
Wielokrotnie karany za działalność społeczno-polityczną, w 2002 został skazany na dwa lata pozbawienia wolności za publikację artykułu "Miejsce złodzieja jest w więzieniu" (ros. "Вор должен сидеть в тюрьме"), będącym komentarzem do prezydenckiej kampanii wyborczej 2001. Wyrok odbył w zakładzie karnym w Baranowiczach.